# Memantis anomala
Memantis anomala är en bönsyrseart som beskrevs av Atilio Lombardo 1993. Memantis anomala ingår i släktet Memantis och familjen Mantidae. Inga underarter finns listade i Catalogue of Life.